# الغواصة الألمانية يو-848
غواصة يو-848 غواصة يو بوت ألمانية من الفئة التاسعة دي2 بنيت لسلاح بحرية ألمانيا النازية كريغسمارينه، في أحواض بناء السفن والآلات الألمانية وإيه جي فيزر في بريمن خلال الحرب العالمية الثانية. أبحرت يو-848 في 18 سبتمبر 1943 وأغرقت سفينة الشحن البريطانية Baron Semple التي يبلغ وزنها 4600 طن قبل أن تغرقها البحرية الأمريكية PB4Y Liberators في جنوب المحيط الأطلسي في 5 نوفمبر.